# リヤドの女たち
『リヤドの女たち』（アラビア語：بنات الرياض、英語：The Girls of Riyadh）は、サウジアラビアの女性作家ラジャー・アル＝サネアが執筆した小説。サウジアラビアの首都リヤドを舞台に、4人の若い女性たちの愛と夢、失望を描いた小説である。
最初は電子メールマガジンの形式で発行されていたが、2005年9月にレバノンの出版社から書籍として発行された。2007年7月には英語版も発売されている。
発売当初はサウジアラビアでは発禁になっていたが、後に解禁された。

## 出版
- 英語版：ISBN 978-1594201219